# Miki Sugimoto
Miki Sugimoto (杉本 美樹, Sugimoto Miki, nascida em 28 de janeiro de 1953)  é uma atriz japonesa mais conhecida por seus papéis no subgênero sukeban (garota delinquente) da ação/forma erótica de Toei do "filme rosa" conhecido como Pinky Violence.

## Vida e carreira
Sugimoto começou sua carreira como modelo e personalidade televisiva. Ela estreou no cinema em Hot Springs Mimizu Geisha (1971), estrelado por Reiko Ike. As carreiras de Sugimoto e Ike ficariam estreitamente ligadas em vários dos filmes Pinky Violent de Toei, nos quais geralmente eram escolhidos como rivais. Em 1973, Sugimoto ganhou um dos prêmios Newcomer of the Year no Élan d'or Awards concedido pela All Nippon Producers Association (ANPA).
O papel solo mais conhecido de Sugimoto foi em Zero Woman - Red Handcuffs (1974), o filme de crime "exagerado" da época. Quando Toei se expandiu para o mercado europeu na década de 1970, o filme Girl Boss: Escape From Reform School de Sugimoto, de 1973, foi lançado pela Telemondial na França como Girl Boss - Les etudiantes en caval. Em 1978, ela abandonou sua carreira no cinema para se casar e depois se tornou professora de creche.

## Filmografia selecionada
- Hot Springs Earthworm Geisha (温泉みみず芸者, Onsen mimizu geisha) (3 de julho de 1971)
- Girl Boss Blues: Queen Bee's Counterattack (女番長ブルース　牝蜂の逆襲, Mesubachi no gyakushu) (27 de outubro de 1971)
- Today's Yakuza: Three Decoy Blood Brothers (現代やくざ　血桜三兄弟, Gendai yakuza: chizakura san kyodai) (19 de novembro de 1971)
- Girl Boss Blues: Queen Bee's Challenge (女番長ブルース　牝蜂の挑戦, Mesubachi no chosen) (3 de fevereiro de 1972)
- Tokugawa Sex Ban: Lustful Lord (徳川セックス禁止令　色情大名, Tokugawa sekkusu kinshi-rei: shikijō daimyō) (26 de abril de 1972)
- Hot Springs Snapping Turtle Geisha (温泉スッポン芸者, Onsen suppon geisha) (3 de julho de 1972)
- Girl Boss Guerilla (女番長ゲリラ, Sukeban gerira) (12 de agosto de 1972)
- Terrifying Girls' High School: Women's Violent Classroom (恐怖女子高校　女暴力教室, Kyōfu joshikōkō: Onna bōryoku kyōshitsu) (29 de setembro de 1972)
- Lustful shogun and his twentyone mistresses (エロ将軍と二十一人の愛妾, Ero shogun to nijyuichi nin no aisho) (2 de dezembro de 1972)
- Girl Boss Revenge: Sukeban (女番長, Sukeban) (13 de janeiro de 1973)
- Aesthetics of a Bullet (鉄砲玉の美学, Teppōdama no bigaku) (10 de fevereiro de 1973)
- Terrifying Girls' High School: Lynch Law Classroom (恐怖女子高校　暴行リンチ教室, Kyōfu joshikōkō: bōkō rinchi kyōshitsu) (31 de março de 1973)
- Girl Boss: Escape From Reform School (女番長 感化院脱走, Sukeban – Kankain Dasso) (24 de maio de 1973)
- Criminal Woman: Killing Melody (前科おんな　殺し節, Zenka onna: koroshi-bushi) (27 de outubro de 1973)
- Zero Woman: Red Handcuffs (０課の女　赤い手錠, Zeroka no onna: Akai wappa) (21 de maio de 1974)
- Preparation for the Festival (祭りの準備, Matsuri no junbi) (8 de novembro de 1975)
- Nagasaki Hangachōu (長崎犯科帳, Nagasaki Hangachōu) (série de TV) (1975)
- Violent Panic: The Big Crash (暴走パニック大激突, Boso panikku: Dai gekitotsu) (28 de fevereiro de 1976)